# Ljungavången
Ljungavången är ett naturreservat i Tomelilla kommun i Skåne län.
Området är naturskyddat sedan 2006 och är 14 hektar stort. Reservatet består av betesmark, åker och grustäkt samt småvatten och märgelgravar, där lökgrodan återfinns.